# Dom Pedro de Alcântara
Pour les articles homonymes, voir Dom Pedro.
Dom Pedro de Alcântara est une ville brésilienne de la mésorégion métropolitaine de Porto Alegre, capitale de l'État du Rio Grande do Sul, faisant partie de la microrégion d'Osório et située à 183 km à l'est de Porto Alegre. Elle se situe à une latitude de 29° 22′ 12″ sud et à une longitude de 49° 50′ 57″ ouest, à 15 m d'altitude. Sa population était estimée à 2 728 en 2007, pour une superficie de 78 km2. L'accès s'y fait par la BR-101.
Le nom de la municipalité est un hommage rendu à l'Empereur du Brésil Dom Pedro I, qui fit des donations de terres aux agriculteurs locaux de l'époque, iniciant ainsi la création de ce qui deviendra plus tard l'actuelle commune. Les premiers habitants, des colons d'origine Allemands, arrivèrent en 1825 de Torres et déboisèrent la région pour y pratiquer l'agriculture et l'élevage.
La commune se situe au bord de la Lagoa Itapeva.

## Villes voisines
- Torres
- Arroio do Sal
- Três Cachoeiras
- Morrinhos do Sul